# Station Saint-Just-en-Chaussée
Station Saint-Just-en-Chaussée is een spoorwegstation in de Franse gemeente Saint-Just-en-Chaussée.

## Treindienst
| Serie | Treinsoort | Route                                                           | Bijzonderheden |
| ----- | ---------- | --------------------------------------------------------------- | -------------- |
| C 10  | TER (SNCF) | Paris-Nord – Creil – Saint-Just-en-Chaussée – Longueau – Amiens |                |
| C 11  | TER (SNCF) | Paris-Nord – Creil – Saint-Just-en-Chaussée                     |                |
| P 10  | TER (SNCF) | Creil – Saint-Just-en-Chaussée – Longueau – Amiens              |                |